# Оксанченко Олександр Якович
Олекса́ндр Яко́вич Окса́нченко (26 квітня 1968, с. Маломихайлівка — 25 лютого 2022, Київ) — український військовий льотчик, полковник, військовий льотчик І класу, інструктор-пілот 831 БрТА, учасник російсько-української війни. Герой України (28 лютого 2022, посмертно).

## Життєпис
Народився 26 квітня 1968 року в с. Маломихайлівці Покровського району Дніпропетровської області.
З 1975 року по 1985 рік навчався в Маломихайлівській середній школі.
З 1985 року по 1989 рік навчався в Харківському вищому військовому авіаційному училищі льотчиків ім. С. І. Грицевця.
У 1989—2018 роках проходив військову службу на льотних посадах від льотчика-інструктора до заступника командира військової частини з льотної підготовки: з 1989 по 1995 рік  у с. Велика Круча  Пірятинського району Полтавської області, до 1996 року в м. Дніпропетровську, з 1996 року по 2022 рік — в м. Миргороді Полтавської області на посадах заступника командира з льотної підготовки та інструктора-пілота 831-ї бригади тактичної авіації (м. Миргород).
Учасник АТО.
Неодноразово представляв країну та займав призові місця в авіаційних пілотажних показах у Великій Британії, Угорщині, Румунії, Польщі, Словаччині, Чехії, Данії, Бельгії, Мальті.
З листопада 2020 року був депутатом Миргородської міської ради 8-го скликання від політичної партії «Сила і честь (партія)Сила і честь».
Загинув 25 лютого 2022 року в повітряному бою над Києвом, відволікаючи на себе ворожу авіацію. 
Похований 6 березня 2022 року на військовому цвинтарі у місті Миргороді.
Залишилася мати, дружина та двоє дочок.

## Нагороди
- звання «Герой України» з удостоєнням ордена «Золота Зірка» (28 лютого 2022, посмертно) — за особисту мужність і героїзм, виявлені у захисті державного суверенітету та територіальної цілісності України, вірність військовій присязі[10][11];
- Орден Данила Галицького (5 серпня 2016 року) — за особисту мужність і високий професіоналізм, виявлені у захисті державного суверенітету та територіальної цілісності України, зразкове виконання військового обов'язку та з нагоди Дня Повітряних Сил Збройних Сил України[12];
- Медаль «За військову службу Україні» (24 серпня 2013 року) — за вагомий особистий внесок у захист державного суверенітету, забезпечення конституційних прав і свобод громадян, зміцнення економічної безпеки держави, високопрофесійне виконання службового обов’язку та з нагоди 22-ї річниці незалежності України[13];
- Почесний громадянин м. Миргорода;
- «Людина року м. Миргорода (2016)».

## Вшанування пам'яті
- На честь Олександра Оксанченка названо вулицю в м. Миргороді Полтавської області[14][15], в м. Полтава[16]
- У місті Кременчуці Полтавської області вулицю Аерофлотську перейменували на вулицю Полковника Оксанченка[17].
- На честь Олександра Оксанченка в с. Велика Круча Полтавської області відкрито меморіальну дошку[18].
- Графічний портрет Олександра Оксанченка увійшов до Календаря 2023 року про видатних українців[19].
- У місті Києві вулицю Огарьова перейменували на вулицю Олександра Оксанченка[20].
- У місті Полтаві вулицю Степового Фронту перейменували на вулицю Олександра Оксанченка.
- У місті Полтава встановлено інформаційну табличку з QR-кодом.[21]
- У Сьєрра-Леоне випущено серію поштових марок «Полковник Оксанченко».[22]